# Mitterberg, Reißeck
Mitterberg je naselje v Občini Reißeck v Okraju Špital ob Dravi  na Koroškem v Avstriji.